# Rhagio pseudasticta
Rhagio pseudasticta är en tvåvingeart som beskrevs av Yang 1994. Rhagio pseudasticta ingår i släktet Rhagio och familjen snäppflugor. Inga underarter finns listade i Catalogue of Life.